# Pentax K-7
Pentax K-7 är en digital spegelreflex systemkamera (DSLR) från Pentax och är en mycket kompakt och stryktålig kamera. Kameran är främst avsedd för semi-professionella fotografer och avancerade amatörer.
Den lanserades i Sverige juli 2009.

## Teknik
- Ett stryktåligt kamerahus i magnesium och väderskyddat skal som tål regn och kyla ned till -10.
- Pentax kamerahus är litet och kompakt med ett bra grepp.
- CMOS-sensor med formatet (APS-C) 23.4 x 15,6 mm, 14,6 megapixlar från Samsung
- Inspelning av video i HD-upplösning (1280x720) vid 30 bilder i sekunden HDTV-format.
- TTL-mätning med 77 segment zonexponering
- Antal pixlar RAW 14mp JPEG 14mp 10mp 6mp 2mp
- Slutartider auto 1/8000-30 (steglöst) manuell 1/8000-30 sek 1/2EV steg eller 1/3EV steg, B-läge
- Känslighet auto/manuell: 100-3200 ISO i 1-1/2-1/3 EV steg kan utökas till 6400 ISO.
- Fokus, 11-punkters AF-sensor varav 9 är korslagda
- Fokuslägen, MF manuell, AF.S (enkel) och AF.C (kontinuerlig)
- Fokusområden auto, valbart, centrerat.
- Objektivfattning Pentax KAF2 vilket gör att man kan ha de senaste objektiven i DA-serien och äldre objektiv.
- 3 tum TFT LCD färgskärm med 920 000 pixlar och en betraktningsvinkel på 170 grader.
- Filformat RAW (PEF/DNG) JPEG och RAW+JPEG.
- Inbyggd bildstabilisering SR.
- Inbyggd P-TTL blixt ledtal 13 vid 100 ISO
- Lagring med SD/SDHC/SDXC-minneskort
- Sökare pentaprismasökare 100% sökare 0,92x förstoring och utbytbara mattskivor
- Möjlighet att ta 5,2 bilder/sek
- Som tillbehör finns batterigrepp D-BG4 kan användas med uppladdningsbara batterier D-L90 eller 6AA-batterier
- Måtten är 130,5 (B) x 96,5 (H) x 72,5 (D) mm,
- Vikt med batteri (D-L90) och SD-kort 750 g